# Горна Камила
Горна Камила или Християн Камила (на гръцки: Άνω Καμήλα, Ано Камила) е село в Егейска Македония, в Република Гърция, дем Сяр (Серес), област Централна Македония със 746 жители (2001).

## География
Селото е разположено в центъра на Сярското поле на западно от демовия център град Сяр (Серес) и югоизточно от Еникьой (Проватас) на 15 метра надморска височина.

## История

### Етимология
Според Йордан Н. Иванов името е свързано със земно образувание.

### В Османската империя
В „Етнография на вилаетите Адрианопол, Монастир и Салоника“, издадена в Константинопол в 1878 година и отразяваща статистиката на населението от 1873 Християн Камила (Christian-Kamila) е посочено като село с 40 домакинства и 138 жители българи.
В 1891 година Георги Стрезов определя селото като част от Овакол и пише:
| „ | Камила, при десния бряг на Струма, на същия ред като споменатото село. Същото състояние, поради същите причини. НА Ю от Сяр и на СЗ от Джами махала 1 час. 25 къщи; гръцка църква. Насреща се виждат развалините на друго село, Горна Камила, което разрушила реката. | “ |

Според статистиката на Васил Кънчов („Македония. Етнография и статистика“) брои 180 жители, всички българи-християни, а Турска Камила - 210 българи и 110 турци.
В телеграма изпратена до председателя на Парламента по спорните черкви и училища в Македония и Одринско в 1909 година пише:
| „ | Цялото християнско население в селото ни е от българска народност и от памтивека говори български. Въпреки това обаче, то беше принудено да си служи с гръцки свещеници и учители в черквата и училището, защото гръцките владици с разни клевети не допускаха да въведем българския си език. След прогласяването на конституцията, цялото население, въодушевено от желанието да запази родния си език и убедено дълбоко, че трябва да се моли и учи на български, единодушно припозна духовното ведомство на Българската екзархия, като поиска при това от Серския български председател да му се изпратят свещеник и учител от българска народност. Същевременно това се съобщи официално и на Серския мутесарифин. Серската българска община ни изпрати свещеник и учител, които радушно и с възторг бидоха приети от цялото население. Но ненавистният Серски гръцки владика, без да бъде поканен, дойде в селото ни, примами и привлече към себе си четирима несъзнателни селяни и им предаде ключовете на черквата и училището ни. За да не се лишават децата ни от просвета, а самото население от молитвен дом, наехме временно за параклис и училище една къща, но и това се видя много, та със заповед от правителството биде и къщата затворена. А покрай нас бидоха лишени от молитвен дом и 270 къщи от селата: Аго махала, Джумалар, Къзпике и Ада, които се черкуваха в нашата черква, защото в техните села няма черкви. По тоя начин черквата и училището ни, които са били направени със средствата на нашите бащи, предават се в ръцете на 4 души гъркомани, а пет села българи остават без молитвен дом и децата ни без просвета. През стария режим тая несправедливост лесно се обясняваше, но сега, когато конституцията гарантира напълно свободата на съвестта, това положение не трябва да се търпи. Затова молим да се проучи добре въпросът и да ни се даде правото да се молим в черквата и да се учим в училището на родния си език, като се забрани на гръцкия владика да дохожда в селото ни и да всява раздори между християнското население. От името на населението в с. Камила | “ |

### В Гърция
В 1913 година селото попада в Гърция след Междусъюзническата война. В селото са заселени гърци бежанци. През 1917 г. Християн Камила попада на Македонския фронт на бойните действия по време на Първата световна война. Според преброяването от 1928 година Горна Камила е смесено местно-бежанско село с 31 бежански семейства със 150 души.
| Име                             | Име       | Ново име    | Ново име    | Описание                                                                           |
| ------------------------------- | --------- | ----------- | ----------- | ---------------------------------------------------------------------------------- |
| Тотушка                         | Τοτούσκα  | Алмиротопос | Άλμυρότοπος |                                                                                    |
| Баблеко или Бабляко или Баблика | Μπάμπλικα | Грия        | Γριά        | ниви на ССИ от Горна Камила и на СЗ от Хомондос; от бобяк, „лопен“ с епентеза на л |

В 1987 година е построена църквата „Свети Георги“.

## Личности
Починали в Горна Камила
- Захари Райнов Рачев (Райнов), български военен деец, санитарен майор, загинал през Първата световна война[13]
- Михал Христов Марикин (Маринкин), български военен деец, подпоручик, загинал през Първата световна война[14]
- Никола Панов Николов, български военен деец, подпоручик, загинал през Първата световна война[15]
- Никола Димитров Цухлев, български военен деец, санитарен младши подофицер, зъболекар, загинал през Първата световна война[16]
- Радой Хадживеликов, български военен деец, запасен поручик, загинал през Първата световна война[17]
- Симо Илиев, български военен деец, младши подофицер, загинал през Междусъюзническата война[18]